# Megasztár (negyedik évad)
A Megasztár 4 a TV2 zenei tehetségkutatójának, a Megasztárnak a 2008-as negyedik évada. Az előző három évaddal ellentétben a negyedik széria a francia Star Academy műsorszerkezetét követte. Az énekesek egy, a külvilágtól elzárt, bekamerázott házba költöztek, a világhírű holland Big Brother című realityhez hasonlóan. Hétvégenként, mint azt a Megasztárban megszokhattuk, élő előadásokat láthattunk és a nézőknek kellett eldönteni, ki essen ki a műsorból. A Megasztár 4-et Till Attila mellett Szekeres Nóra vezette.
A válogatás (casting) során az alsó korhatárt 12 évre módosították, és hét városba látogatott el a Megasztár-kamion (Győr, Miskolc, Debrecen, Szeged, Pécs, Budapest, Siófok). A TV2 Koffeinmentes Mokka című műsorának 2008. július 8-i adásában derült ki, hogy többen jelentkeztek, mint az előző három szériára összesen és műfajtól függetlenül keresték Magyarország legújabb felfedezettjeit. A döntőre már 2008. december 20-án sor került, a korábbi szériák tavaszi időpontjával szemben.
A döntő legfiatalabb versenyzője a 13 éves Tóth Lüszi volt, akinek a versenyen való elindulását a minimális korhatár leszállítása tette lehetővé. A döntés, illetve Tóth Lüszi szereplése vitákat gerjesztett, a bulvársajtó nem vette tekintetbe fiatal korát, reakcióként óvó jellegű írások jelentek meg róla. Végül a verseny negyedik helyén végzett a legjobb női énekesként.

### A negyedik széria végső sorrendje
1. Király Viktor
2. Fekete Dávid (vigaszágról)
3. Lakatos Krisztián
4. Tóth Lüszi
5. Bencsik Tamara
6. Nguyen Thanh Hien
7. Szecsődi Károly
8. Nkuya Sonia (vigaszágról)
9. Ásós Attila „Pacsirta”
10. Balogh Imre "Imi Plaza"

### A negyedik széria vigaszágasai
- Ambrus Rita
- Nagy László „Gitano”
- Németh Patrícia
- Pataki Szilvia
- Szabados Attila

## Döntők

### 1. döntő
| Versenyző         | Dal                 | Eredmény     |
| ----------------- | ------------------- | ------------ |
| Király Viktor     | September           | Továbbjutott |
| Szecsődi Károly   | Hol van az a lány   | Továbbjutott |
| Bencsik Tamara    | Neh Nah Nah Nah     | Továbbjutott |
| Nkuya Sonia       | Rehab               | Utolsó kettő |
| Ásós Attila       | Maradj velem        | Továbbjutott |
| Fekete Dávid      | Lehetsz király      | Továbbjutott |
| Tóth Lüszi        | Olyan mint te       | Továbbjutott |
| Lakatos Krisztián | Singin' in the Rain | Továbbjutott |
| Balogh Imre       | Relight My Fire     | Kiesett      |
| Nguyen Thanh Hien | Umbrella            | Továbbjutott |

### 2. döntő
| Versenyző         | Dal                      | Eredmény     |
| ----------------- | ------------------------ | ------------ |
| Nguyen Thanh Hien | Crazy in Love            | Továbbjutott |
| Ásós Attila       | Mindenki valakié         | Kiesett      |
| Fekete Dávid      | I Got Life               | Továbbjutott |
| Nkuya Sonia       | Ha legközelebb látlak    | Utolsó kettő |
| Lakatos Krisztián | Ő                        | Továbbjutott |
| Tóth Lüszi        | I Will Always Love You   | Továbbjutott |
| Király Viktor     | When a Man Loves a Woman | Továbbjutott |
| Bencsik Tamara    | Vigyél el                | Továbbjutott |
| Szecsődi Károly   | Hello                    | Továbbjutott |

### 3. döntő
| Versenyző         | Dal                        | Eredmény     |
| ----------------- | -------------------------- | ------------ |
| Lakatos Krisztián | My Way                     | Továbbjutott |
| Fekete Dávid      | Fényév távolság            | Továbbjutott |
| Nkuya Sonia       | Wonderful Life             | Kiesett      |
| Szecsődi Károly   | Bohemian Rhapsody          | Továbbjutott |
| Bencsik Tamara    | Ima Molitva                | Továbbjutott |
| Király Viktor     | Hull az elsárgult levél    | Továbbjutott |
| Tóth Lüszi        | Somewhere Over The Rainbow | Továbbjutott |
| Nguyen Thanh Hien | A fák is siratják          | Utolsó kettő |

### 4. döntő
| Versenyző         | Dal                           | Eredmény     |
| ----------------- | ----------------------------- | ------------ |
| Szecsődi Károly   | Ain't No Mountain High Enough | Kiesett      |
| Nguyen Thanh Hien | Boldogság gyere haza          | Utolsó kettő |
| Fekete Dávid      | Fény                          | Továbbjutott |
| Király Viktor     | I Don't Want to Miss a Thing  | Továbbjutott |
| Bencsik Tamara    | Bubamara                      | Továbbjutott |
| Tóth Lüszi        | The Winner Takes It All       | Továbbjutott |
| Lakatos Krisztián | Valami Amerika                | Továbbjutott |

### 5. döntő
| Versenyző                             | Dal                         | Eredmény     |
| Első kör                              | Első kör                    | Első kör     |
| ------------------------------------- | --------------------------- | ------------ |
| Lakatos Krisztián és Zsédenyi Adrienn | Quando Quando Quando        | Továbbjutott |
| Király Viktor és Rúzsa Magdi          | As                          | Továbbjutott |
| Bencsik Tamara és Tóth Vera           | Say a Little Prayer For You | Továbbjutott |
| Tóth Lüszi és Molnár Ferenc Caramel   | A dal nem hagy el           | Utolsó kettő |
| Fekete Dávid és Szinetár Dóra         | Szóló szaxofon              | Továbbjutott |
| Nguyen Thanh Hien és Gáspár Laci      | Nobody Wants To Be Lonely   | Kiesett      |
| Második kör                           |                             |              |
| Tóth Lüszi és Nguyen Thanh Hien       | Su, su, bolondság           |              |
| Bencsik Tamara és Király Viktor       | Féltelek                    |              |
| Lakatos Krisztián és Fekete Dávid     | Macskaduett                 |              |

### 6. döntő
| Versenyző         | Dal                    | Eredmény     |
| Első kör          | Első kör               | Első kör     |
| ----------------- | ---------------------- | ------------ |
| Király Viktor     | This Love              | Továbbjutott |
| Tóth Lüszi        | My Heart Will Go On    | Utolsó kettő |
| Bencsik Tamara    | Everlasting Love       | Kiesett      |
| Fekete Dávid      | Manchester, England    | Továbbjutott |
| Lakatos Krisztián | Hound Dog              | Továbbjutott |
| Második kör       |                        |              |
| Fekete Dávid      | Játszom                |              |
| Király Viktor     | Englishman in New York |              |
| Tóth Lüszi        | Marta's Song           |              |
| Bencsik Tamara    | Holding Out for a Hero |              |
| Lakatos Krisztián | New York, New York     |              |

### 7. döntő
| Versenyző         | Dal                 | Eredmény     |
| Első kör          | Első kör            | Első kör     |
| ----------------- | ------------------- | ------------ |
| Király Viktor     | Careless Whisper    | Továbbjutott |
| Fekete Dávid      | Szerelem első vérig | Továbbjutott |
| Lakatos Krisztián | Nagy út vár rám     | Utolsó kettő |
| Tóth Lüszi        | Kiss from a Rose    | Kiesett      |
| Második kör       |                     |              |
| Lakatos Krisztián | Summer in the City  |              |
| Király Viktor     | Billie Jean         |              |
| Fekete Dávid      | Csókkirály          |              |
| Tóth Lüszi        | I Will Survive      |              |

### 8. döntő
| Versenyző         | Dal                           | Eredmény     |
| Első kör          | Első kör                      | Első kör     |
| ----------------- | ----------------------------- | ------------ |
| Lakatos Krisztián | Jingle Bells                  | Kiesett      |
| Király Viktor     | Santa Claus Is Coming to Town | Továbbjutott |
| Fekete Dávid      | Egy új élmény                 | Utolsó kettő |
| Második kör       |                               |              |
| Király Viktor     | Where do I Begin              |              |
| Lakatos Krisztián | Got My Mind Set on You        |              |
| Fekete Dávid      | Ha elmúlik karácsony          |              |

### Finálé
| Versenyző                             | Dal                           | Eredmény          |
| Első kör                              | Első kör                      | Első kör          |
| ------------------------------------- | ----------------------------- | ----------------- |
| Fekete Dávid                          | Várni kell                    |                   |
| Király Viktor                         | Don't Stop Me Now             |                   |
| Második kör                           |                               |                   |
| Király Viktor                         | Billie Jean                   |                   |
| Fekete Dávid                          | Lehetsz király                |                   |
| Harmadik kör                          |                               |                   |
| Fekete Dávid és Molnár Ferenc Caramel | Can You Feel the Love Tonight |                   |
| Király Viktor és Rúzsa Magdi          | You Are So Beautiful          |                   |
| Negyedik kör                          |                               |                   |
| Fekete Dávid                          | Kiss                          |                   |
| Király Viktor                         | Kiss                          |                   |
| Ötödik kör                            |                               |                   |
| Fekete Dávid                          | Éjfél                         |                   |
| Király Viktor                         | Éjfél                         |                   |
| Párbaj                                |                               |                   |
| Király Viktor                         | Time to Say Goodbye           | Győztes           |
| Fekete Dávid                          | Time to Say Goodbye           | Második helyezett |

## Nézettség
A Megasztár 4 a harmadik középdöntőtől nyerte a műsorsávját a második döntőig, majd a Szombat esti láz harmadik szériájának elindultakor (november 1.) visszaesett a nézettsége. November 8-án 18–49-ben a Megasztár 20:30 és 21:30 között verte vetélytársát, egy héttel később már több időszakban is vezetett a Megasztár (bár átlagban még mindig a táncműsor vezetett). November 22-én, 29-én és december 6-án 18–49-ben a Megasztár, a teljes lakosság körében a Szombat esti láz nyert, majd a december 20-i finálé már a teljes lakosságot tekintve is verte a konkurenst.
| Epizód                | Vetítés              | Teljes lakosság | Arány (%) | 18–49    | Arány (%) | For.   |
| --------------------- | -------------------- | --------------- | --------- | -------- | --------- | ------ |
| Válogató I.           | 2008. augusztus 30.  | 1,223 millió    | 31,3%     | 525 ezer | 36,0%     | [ 5 ]  |
| Válogató II.          | 2008. szeptember 6.  | 1,119 millió    | 28,3%     | 501 ezer | 35,0%     | [ 6 ]  |
| Válogató III.         | 2008. szeptember 13. | 1,149 millió    | 28,0%     | 465 ezer | 29,8%     | [ 7 ]  |
| Középdöntő I.         | 2008. szeptember 20. | 1,259 millió    | 26,7%     | 482 ezer | 27,0%     | [ 8 ]  |
| Középdöntő II.        | 2008. szeptember 27. | 1,247 millió    | 27,5%     | 460 ezer | 26,3%     | [ 9 ]  |
| Középdöntő III.       | 2008. október 4.     | 1,55 millió     | 31,7%     | 585 ezer | 30,6%     | [ 10 ] |
| Élő műsorok           |                      |                 |           |          |           |        |
| TOP15                 | 2008. október 11.    | 1,569 millió    | 36,7%     | 670 ezer | 38,1%     | [ 11 ] |
| TOP10 I.              | 2008. október 18.    | 1,505 millió    | 31,6%     | 607 ezer | 30,8%     | [ 12 ] |
| Eredményhirdetés I.   | 2008. október 18.    | 1,431 millió    | 41,3%     | 638 ezer | 37,6%     | [ 12 ] |
| TOP10 II.             | 2008. október 25.    | 1,705 millió    | 33,7%     | 724 ezer | 34,0%     | [ 13 ] |
| Eredményhirdetés II.  | 2008. október 25.    | 1,679 millió    | 43,2%     | 721 ezer | 30,1%     | [ 13 ] |
| TOP10 III.            | 2008. november 1.    | 1,335 millió    | 25,6%     | 623 ezer | 28,7%     | [ 14 ] |
| Eredményhirdetés III. | 2008. november 1.    | 1,020 millió    | 23,5%     | 523 ezer | 26,4%     | [ 14 ] |
| TOP10 IV.             | 2008. november 8.    | 1,333 millió    | 26,0%     | 545 ezer | 26,7%     | [ 15 ] |
| Eredményhirdetés IV.  | 2008. november 8.    | 1,257 millió    | 31,8%     | 556 ezer | 32,0%     | [ 15 ] |
| TOP10 V.              | 2008. november 15.   | 1,483 millió    | 30,0%     | 625 ezer | 32,1%     | [ 16 ] |
| Eredményhirdetés V.   | 2008. november 15.   | 1,666 millió    | 47,6%     | 695 ezer | 42,3%     | [ 16 ] |
| TOP10 VI.             | 2008. november 22.   | 1,688 millió    | 34,4%     | 722 ezer | 35,1%     | [ 17 ] |
| TOP10 VII.            | 2008. november 29.   | 1,698 millió    | 32,7%     | 752 ezer | 37,0%     | [ 18 ] |
| Döntés VII.           | 2008. november 29.   | 2,135 millió    | 52,3%     | 894 ezer | 49,3%     | [ 18 ] |
| TOP10 VIII.           | 2008. december 6.    | 1,407 millió    | 28,7%     | 585 ezer | 31,4%     | [ 19 ] |
| Döntés VIII.          | 2008. december 6.    | 1,781 millió    | 48,0%     | 710 ezer | 42,6%     | [ 19 ] |
| Döntő                 | 2008. december 20.   | 1,772 millió    | 35,2%     | 725 ezer | 37,7%     | [ 20 ] |